# Протопопівська сільська рада (Балаклійський район)
Протопо́півська сільська́ ра́да — колишній орган місцевого самоврядування в Балаклійському районі Харківської області. Адміністративний центр — село Протопопівка.

## Загальні відомості
- Протопопівська сільська рада утворена в 1926 році.
- Територія ради: 120,824 км²
- Населення ради: 1 327 осіб (станом на 2001 рік)
- Територією ради протікає річка Сіверський Донець.

## Населені пункти
Сільській раді підпорядковані населені пункти:
- с. Протопопівка
- с. Волвенкове

## Склад ради
Рада складається з 12 депутатів та голови.
- Голова ради: Сиров Олександр Володимирович
- Секретар ради: Линник Ніна Миколаївна

### Керівний склад попередніх скликань
| Прізвище, ім'я, по батькові   | Основні відомості                                                         | Дата обрання | Дата звільнення |
| ----------------------------- | ------------------------------------------------------------------------- | ------------ | --------------- |
| Мачуліна Ніна Василівна       | Сільський голова, 1952 року народження, позапартійна                      | 26.03.2006   | 31.10.2010      |
| Сиров Олександр Володимирович | Сільський голова, 1967 року народження, освіта вища, член Партії регіонів | 31.10.2010   |                 |

Примітка: таблиця складена за даними сайту Верховної Ради України

### Депутати
За результатами місцевих виборів 2010 року депутатами ради стали:

#### За суб'єктами висування
| Суб'єкт висування                 | Кількість обраних депутатів | %    |
| --------------------------------- | --------------------------- | ---- |
| Партія регіонів                   | 6                           | 50   |
| Народна партія                    | 2                           | 16,7 |
| Самовисування                     | 2                           | 16,7 |
| Комуністична партія України       | 1                           | 8,3  |
| Політична партія «Сильна Україна» | 1                           | 8,3  |

#### За округами
| № округу                          | Прізвище, ім'я, по батькові       | Дата визнання обраним | Освіта             | Партійна приналежність                   | Відомості про обраного депутата                         |
| --------------------------------- | --------------------------------- | --------------------- | ------------------ | ---------------------------------------- | ------------------------------------------------------- |
| Комуністична партія України       |                                   |                       |                    |                                          |                                                         |
| 12                                | Бородінов Віталій Леонідович      | 02.11.2010            | середня спеціальна | член Комуністичної партії України        | тимчасово не працює                                     |
| Народна Партія                    |                                   |                       |                    |                                          |                                                         |
| 6                                 | Азаренко Сергій Леонідович        | 02.11.2010            | середня спеціальна | член Народної партії                     | тимчасово не працює                                     |
| 11                                | Разінькова Лідія Митрофанівна     | 02.11.2010            | вища               | член Народної партії                     | Протопопівська загальноосвітня школа, вчитель           |
| Партія регіонів                   |                                   |                       |                    |                                          |                                                         |
| 1                                 | Зибцева Гульнур Вагізовна         | 02.11.2010            | середня спеціальна | член Партії регіонів                     | тимчасово не працює                                     |
| 2                                 | Шевченко Олександр Петрович       | 02.11.2010            | вища               | член Партії регіонів                     | СТОВ «Протопопівське», заступник директора по господ-ву |
| 3                                 | Мачуліна Ніна Василівна           | 02.11.2010            | вища               | член Партії регіонів                     | пенсіонер                                               |
| 4                                 | Линник Ніна Миколаївна            | 02.11.2010            | вища               | член Партії регіонів                     | Протопопівська сільська рада, секретар                  |
| 8                                 | Меркулов Андрій Анатолійович      | 02.11.2010            | вища               | член Партії регіонів                     | СТОВ «Протопопівське», інженер по ТБ                    |
| 9                                 | Юсип Ігор Львович                 | 02.11.2010            | вища               | член Партії регіонів                     | СТОВ «Протопопівське», бригадир тракторної бригади      |
| Політична партія «Сильна Україна» |                                   |                       |                    |                                          |                                                         |
| 5                                 | Шевченко Людмила Василівна        | 02.11.2010            | вища               | член Політичної партії «Сильна Україна»  | Протопопівська загальноосвітня школа, директор          |
| Самовисування                     |                                   |                       |                    |                                          |                                                         |
| 7                                 | Трубчанінова Марина Володимирівна | 02.11.2010            | середня спеціальна | член партії «Солідарність жінок України» | Протопопівська сільська бібліотека, завідувач           |
| 10                                | Кузьмінов Віктор Миколайович      | 02.11.2010            | середня спеціальна | позапартійний                            | Салтівський хлібозавод, механік обладнання              |